# أوسكار إغلستون
أوسكار إغلستون هو صحفي وشاعر كندي، ولد في 1901 في لنكولن في المملكة المتحدة، وتوفي في 1985 في أوتاوا في كندا.